# Пятчино (Сумская область)
Пятчино (укр. П'ятчине; до 2025 года — Пяткино) — село, Гринченковский сельский совет, Ахтырский район, Сумская область, Украина.
Код КОАТУУ — 5920382005. Население по переписи 2001 года составляет 99 человек.

## Географическое положение
Село Пяткино находится между реками Ташань и Олешня.
В 1,5 км расположено село Гринченково.
Рядом проходит железнодорожная ветка.

## Экономика
- Сельское фермерское хозяйство «Свитанок».[источник не указан 1693 дня]